# 宮地明光
宮地 明光（みやち あきみつ）は、室町時代の武将。別名妙光。大炊助。備後鳴滝城（広島県尾道市）城主・宮地恒躬（みやちつねみ）の子。天神山城主。大江城主。因島村上氏の家臣宮地資弘の父。

## 鳴滝城主宮地氏

### 鳴滝城について
鳴滝城、または鳴滝山城は、現在の広島県尾道市吉和町鳴滝にある鳴滝山（標高402メートル）の中腹にある同名の鳴滝山（標高322メートル）にあった中世山城である。鎌倉末期の元享年間（1321年-1323年）に宮地次政により築城された。
南北朝時代の1360年代後半、備後および備中守護の渋川義行が当城に拠っていた。渋川義行は九州探題に任じられたものの、当時九州は後醍醐天皇の皇子の一人である懐良親王が菊池氏の強力な支援を受け、肥後国を中心に南朝方として支配を広げおり、結局義行は守護職任地であり、父親から相続した所領である備後国御調郡の当地まで進んだものの九州へ赴くことなくこの場所にとどまった。結局、義行は探題職を解任され出家、28歳で没する。

### 宮地氏について
宮地氏は備中宮地の出といわれる次政が初代である。
6代後の宮地資弘が金蓮寺の薬師堂を建立しているが、そこに大願主宮地大炊助大江資弘とあるように、大江氏の流れを汲み因島宮地氏の居城 大江城はこの事に拠るという。
鳴滝城主宮地氏は次政の後、宮地広義（兵部太郎）・宮地広俊（兵部次郎）と続いたが、1423年（応永30年）、宮地恒躬（兵部大輔）の代に、大平山城（尾道市美郷町）の城主 木頃経兼の奇襲にあって落城した。
言い伝えによると、恒躬は久山田（尾道市）の守武谷まで逃れたが敗死し、その妻 鈴御前も栗原町門田辺りで捕らわれ殺害されたという。鈴御前は木梨杉原氏から嫁いだとされている。

## 生涯
宮地明光は、船手奉行として奉公していた木梨杉原氏を頼り鳴滝城奪還を期するものの果たせず。縁故のある清原氏を頼り因島へ向かう。これにより鳴滝城主宮地氏は4代で終わる。
清原氏は因島中庄荘官を務めた家柄であったがすでに没落しており、因島において着々と地固めを行っていた因島村上氏の元に下る。明光は、因島田熊の天神山城の城主となるが、すぐに因島中庄に大江城を築き天然の良港であった中庄・外浦を手に入れる。この地域は清原氏の故地であった。その後、子の宮地資弘ともに清原氏の菩提寺であった金蓮寺を外浦より現在の地に移す形で臨済宗寺院として再興している。この場所は背後の片刈山にあった清原氏の居城 片刈城の居館のあったあたりであり、大江城からは入り江の対岸に当たり、出城の意味もあったと思われる。
また、成願寺を宮地氏菩提寺として中庄山方に、毘沙門堂を重井に創建している。
明光は木梨杉原氏奉公時代に船手奉行であったということからも、海運に関して一角の能力を持っていたと思われ、宮地氏は因島村上氏の中でも外様ながら第四家老の地位を持つようになる。